# Gens Fabricia
La gens Fabricia fue un conjunto de familias de la Antigua Roma de origen plebeyo que compartían el nomen Fabricio. Se conocen miembros de esta gens desde primeros del siglo III a. C. hasta el final de la República, pero raramente lograron posiciones de importancia en el estado romano.

## Origen
Los Fabricios parecen haber pertenecido originalmente a la ciudad hérnica de Aletrium, donde aparecen más tarde en tiempo de Cicerón. El primer Fabricio que aparece en la historia es el celebrado Cayo Fabricio Luscino, que se distinguió en la guerra contra Pirro, y que fue probablemente el primero de los Fabricios que dejaron su ciudad nativa y se asentaron en Roma. Sabemos que en 306 a. C., poco antes de la guerra con Pirro, la mayoría de las ciudades hérnicas se revolvieron contra Roma, pero fueron subyugadas y obligadas a aceptar la ciudadanía romana sin sufragio. Pero a tres ciudades (Aletrium, Ferentinum y Verulae) que habían permanecido fieles a Roma, les fue permitido conservar su constitución anterior; es decir, quedaron en relación de igualdad de derechos con Roma.
Cayo Fabricio Luscino dejó probablemente Aletrium, en este momento o poco después, y se estableció en Roma, donde, como otros colonos de ciudades aliadas, pronto alcanzó altos honores. Aparte de este Fabricio, ningún otro miembro de su familia parece haber alcanzado alguna importancia en Roma, por lo que tenemos que concluir que eran hombres de talento inferior o, lo que es más probable, que siendo extranjeros, debían trabajar con grandes desventajas y que los celos de las familias ilustres romanas, tanto plebeyas como patricias, les mantuvieron en posición inferior.

## Praenominautilizados
Los primeros Fabricios favorecieron los praenomina Cayo y Lucio. En generaciones posteriores, también se encuentran Quinto y Aulo.

## Ramas ycognomina
Luscino es el único cognomen de los Fabricios que se conoce bajo la República. En tiempo del Imperio, vivió un Fabricio con el cognomen Veyentón y hay unos cuantos sin cognomen.